# Южноселькупский язык
Южносельку́пский язы́к, также сельку́пский язы́к То́мской о́бласти — национальный язык южных селькупов, относится к селькупской подгруппе южной группы самодийской ветви уральской языковой семьи. Распространён в Томской области и Енисейском районе Красноярского края.

## Социолингвистические сведения

### Ареал и численность
Южные селькупы населяют бо́льшую часть Томской области: Каргасокский, Парабельский, Колпашевский, Верхнекетский, Молчановский, Кривошеинский, Шегарский районы. В малом числе живут в Чаинском и Бакчарском районах, в округе Кедровый. До середины 20 в. также существовали единичные селькупские населённые пункты в Александровском (Мурасово), Асиновском (Большое Семёново) и Томском районах (Салтанаково). Также южные селькупы исторически населяют верховья реки Кеть и обско-енисейский водораздел в Енисейском районе Красноярского края.
Во всероссийской переписи населения 2010 г. 57 человек в Томской области указали владение селькупским языком. По данным переписи 2021 г. 16 человек в Томской области указали владение селькупским языком, из них 7 человек городского населения и 9 человек сельского населения. В настоящее время число носителей не превышает нескольких человек, проживающих в разных местах, но отмечается, что число владеющих южноселькупским языком растёт. Порядка 10 человек владеют письменной формой языка.

### Функциональный статус
В 1990-е — 2000-е гг. нарымский диалект южноселькупского языка преподавался в доме детского творчества с. Парабель, в школьных кружках с. Нельмач и Нарым Парабельского района; шёшкупский диалект преподавался в школе д. Иванкино Колпашевского района и в Томском государственном педагогическом университете. В настоящее время в системе образования язык не представлен.
В настоящее время нарымский и шёшкупский диалекты южноселькупского языка преподаются на курсах в г. Колпашево и Томске. Во время пандемии преподавание перешло в онлайн, и эта форма занятий используется до сих пор. К настоящему времени, насколько можно понять, у слушателей курсов развивается прежде всего письменная форма языка, причём довольно успешно. Этому способствует и использование языка в интернет-пространстве, в том числе в нескольких южноселькупских чатах.
Регулярно выходят книги на различных диалектах южноселькупского языка (нарымский, молчановский, шёшкупский) с переводом на русский язык (издания 2018-2023 гг.). На нарымском и молчановском диалектах регулярно создаются видео. Также на нарымский диалект переведены несколько мультфильмов и интерфейс мессенджера Telegram для платформы Android.
Южноселькупский язык в России имеет статус языка коренного малочисленного народа (селькупы).

## Внутренняя классификация

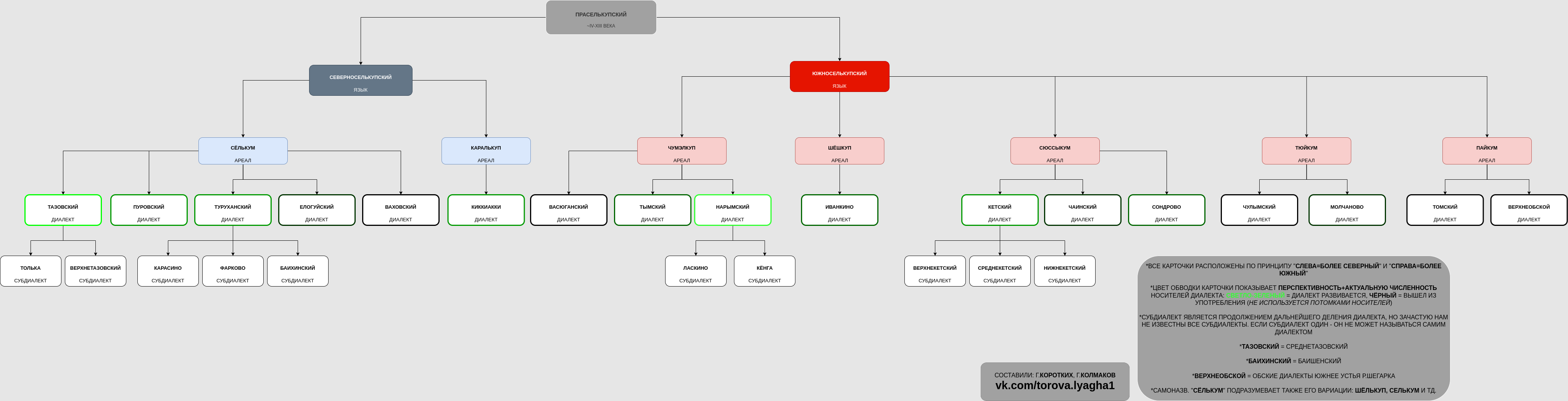
Диалектная схема селькупских языков

В территориальном и языковом отношении южные селькупы подразделяются на 5 групп, каждая из которых имеет своё самоназвание: чу́мэлӄу́п, шё̄шӄуп, сӱ̄ссыӷӯм, тюйкум, пайкум.
- Чумэлкупские диалекты:
  - тымский — р. Тым (Каргасокский район и крайне верхние юрты Курджигу, Нурджигу и Перляк в Енисейском районе)
  - васюганский — р. Васюган от устья до впадения р. Зимняя (юрты Варгананжины), также р. Чижапка (Каргасокский район и верховья р. Чижапки в Парабельском районе)
  - нарымский (говоры):
    - ласкинский — р. Обь в Парабельском районе от границы с Колпашевским районом (Сагандуковская протока) до д. Ласкино
    - тюхтеревский (собственно нарымский) — р. Обь в Парабельском районе ниже д. Ласкино, с. Нарым, д. Тюхтерево, р. Пайдугина
    - парабельский — р. Парабель и р. Чузик (возможно, на Чузике особый говор)
    - нижнеобской — р. Обь в Каргасокском районе (ниже впадения Безымянной протоки Нарыма), в Александровском районе участок Оби до п. Октябрьский (д. Мурасово)
    - кёнгинский — р. Кёнга, Парбиг, Галка (Бакчарский район)
- Шёшкупский диалект — р. Обь в Колпашевском районе от г. Колпашево до границы с Парабельским районом (Сагандуковская протока), говоры[30]:
  -     - иготкинский (тогурский)  — р. Обь в Колпашевском районе от г. Колпашево до д. Киярово
    - иванкинский — р. Обь в Колпашевском районе (д. Киярово, Иванкино, Чаршино, Тебенак)
    - инкинский — р. Обь в Колпашевском районе (д. Ромашкино, д. Зайкино на Оби, д. Юрты Инкины, д. Сагандуково) до границы с Парабельским районом (Сагандуковская протока)
- Сюсюкумские диалекты:
  - кетский[31][32]:
    - верхнекетский — р. Кеть от с. Маковское до д. Марково (Енисейский район)
    - среднекетский — р. Кеть от д. Урлюково до д. Миташкино (Верхнекетский район)
    - нижнекетский — р. Кеть от д. Миташкино до д. Жигалово (Маракса) (Верхнекетский и Колпашевский районы)

  - чаинский — р. Чая, Икса, Бакчар (Колпашевский, Чаинский, Бакчарский районы)
  - сондровский — р. Обь от д. Петрово (Чаинский район) до г. Колпашево (Колпашевский район)
- верхнеобские диалекты (тюйкум, пайкум)[24][33]:
  - верхнеобской (молчановский) — р. Обь от устья р. Шегарка (д. Былино) до д. Петрово (Байдона) (Кривошеинский, Молчановский, в незначительной степени Чаинский районы)
  - чулымский — р. Чулым в Молчановском и в незначительной степени в Асиновском районе (до д. Большое Семёново, окрестности нынешнего с. Батурино)
  - томский (пайкум) — р. Обь от устья р. Томь до устья р. Шегарка, нижнее течение р. Шегарка

## Орфографии и литературные нормы

### Нарымский диалект
Разработка графики нарымского диалекта началась в ранние 1990-е гг., к концу 2010-х гг. графика устоялась. Развивается нарымская литературная норма. Нарымская орфография также используется для записи тымского и васюганского диалектов.
| А а | Ӓ ӓ | Б б | В в | Г г | Ӷ ӷ | Д д | Е е | Ё ё | Ж ж | Җ җ |
| З з | И и | И̇ и̇ | Й й | К к | Ӄ ӄ | Л л | М м | Н н | ӈ   | O o |
| Ӧ ӧ | П п | Р р | С с | Т т | У у | Ӱ ӱ | Ф ф | Х х | ӽ   | Ц ц |
| Ч ч | Ҷ ҷ | Ш ш | Щ щ | ъ   | Ы ы | ь   | Э э | Ю ю | Я я |     |

- Для обозначения долгих гласных используется горизонтальная черта над буквой (макрон).
- В многосложных словах принято ставить ударение[38].

### Тюйкумский (верхнеобской) диалект
В 2023 г. томским исследователем из числа селькупов Григорием Костюченко был опубликован первый словарь тюйкумского диалекта. Орфография тюйкумского диалекта основана на правилах орфографии чумэлкупского (нарымского) диалекта южноселькупского языка. Верхнеобская орфография также может использоваться для записи чулымского диалекта, но в данный момент чулымский чаще записывается латиницей.
| А а | Б б | В в | Г г | Д д | Е е | Ё ё | Ж ж | З з | И и   |
| Й й | К к | Л л | М м | Н н | O o | П п | Р р | С с | Т т   |
| У у | I i | Х х | Ш ш | Ы ы | Ь ь | Э э | Ю ю | Я я | НГ нг |

Буква Ii соответствует Ӱӱ в других диалектах, диграф НГнг соответствует Ӈӈ в других диалектах.

### Шёшкупский (среднеобской, иванкинский) диалект
В начале 1990-х годов лингвисты из лаборатории языков народов Сибирского Севера Томского педагогического института разработали графику для среднеобского диалекта южноселькупского языка. В 1993 году началось издание литературы на этом варианте алфавита и обучение ему в школе д. Иванкино.
С 1999 г. алфавит шёшкупского диалекта имеет следующий вид:
| А а | Б б | В в | Г г | Ӷ ӷ | Д д | Е е | Ё ё | Ж ж | Җ җ | З з |
| И и | И̇ и̇ | Й й | К к | Ӄ ӄ | Л л | М м | Н н | Ӈ ӈ | O o | Ӧ ӧ |
| П п | Р р | С с | Т т | У у | Ӱ ӱ | Ф ф | Х х | Ц ц | Ч ч | Ш ш |
| Щ щ | ъ   | Ы ы | ь   | Э э | Ӭ ӭ | Ю ю | Я я |     |     |     |

- Для обозначения долгих гласных используется горизонтальная черта над буквой (макрон).
- Факультативно также может использоваться буква Ӓӓ[16].

В более ранних изданиях (1993—1997) вместо буквы Җҗ используется диграф дж.

### Среднекетский диалект
Орфография среднекетского диалекта была разработана на базе финским исследователем Ярмо Алатало и применена в словаре 1998 года. В данной орфографии также записываются нижнекетский и верхнекетский диалекты.
| А а | Ӓ ӓ | Б б | В в | Г г | Ӷ ӷ | Д д | Д́ д́ | Е е |
| Ё ё | Ж ж | Җ җ | З з | И и | Й й | К к | Ӄ ӄ | Л л |
| Л́ л́ | М м | Н н | Н́ н́ | Ӈ ӈ | O o | Ӧ ӧ | П п | Р р |
| С с | Т т | Т́ т́ | У у | Ӱ ӱ | Ф ф | Х х | Ц ц | Ч ч |
| Ш ш | Щ щ | Ъ ъ | Ы ы | Ӑ ӑ | Ь ь | Э э | Ю ю | Я я |

- Для обозначения долгих гласных используется горизонтальная черта над буквой (макрон).
- Символ акут (ударение) над согласными Д́д́, Л́л́, Н́н́, Т́т́ обозначает смягчение (палатализацию) согласного.
- Буквы Жж, Фф, Хх, Цц, Щщ, Ъъ, Юю, Яя используются только в заимствованиях из русского языка.
- Буква Ӑӑ предложена для обозначения нейтрального звука (шва).

## Лингвистическая характеристика

### Фонетика и фонология

#### Гласные
|         | Передние                | Средние     | Задние                  |
| ------- | ----------------------- | ----------- | ----------------------- |
| Верхние | и [i] ӣ [ī] ӱ [y] ӱ̄ [ȳ] | ы [ɨ] ы̄ [ɨ̄] | у [u] ӯ [ū]             |
| Средние | э [e] э̄ [ē]             | (э/ы) [ə]   | ӧ [œ] ӧ̄ [œ̄] о [o] о̄ [ō] |
| Нижние  | э/ӓ/(ӭ) [ɛ] ӓ [æ] ӓ̄ [ǣ] | а [a] а̄ [ā] |                         |

#### Согласные
Курсивом выделены согласные, встречающиеся не во всех диалектных группах.
|             | Губно-губные | Зубные       | Латеральные | Палатальные      | Велярные     | Увулярные    |
| ----------- | ------------ | ------------ | ----------- | ---------------- | ------------ | ------------ |
| Взрывные    | p, pʲ, b, bʲ | t, tʲ, d, dʲ |             |                  | k, kʲ, g, gʲ | q, qʲ, ɢ, ɢʲ |
| Фрикативные | f, fʲ, v, vʲ | s, sʲ, z, zʲ |             | ʃ, ʒ             | h, hʲ        | ɣ, ɣʲ        |
| Аффрикаты   |              |              |             | t͡ʃ, d͡ʒ, t͡ʃʲ, d͡ʒʲ |              |              |
| Носовые     | m, mʲ        | n, nʲ        |             |                  | ŋ            |              |
| Плавные     |              | r, rʲ        | l           | lʲ               |              |              |
| Полугласные | w            |              |             | j                |              |              |

### Морфология
Источники.

#### Имя существительное
Сравнение падежных парадигм в основных диалектах. Дефисом обозначены окончания (-нд), без дефиса — послелоги (опсэ).
|                                        | нарымский              | шёшкупский                     | верхнеобской | среднекетский   |
| -------------------------------------- | ---------------------- | ------------------------------ | ------------ | --------------- |
| Родительный                            | -т                     | -т, -н                         | -н           | -н              |
| Винительный                            | -п                     | -п, -м                         | -0, -м       | -0, -м          |
| Дательно-направительный неодушевлённый | -нд                    | -нд                            | -д, -ддэ     | -нд, -ты        |
| Дательно-направительный одушевлённый   | -н                     | -ни̇                            | -ни, мэд     | -ни             |
| Местно-временной                       | -ӷэт, -ӄэт             | -ӷыт, -ӄыт                     | -хэн, -гэн   | -ӷын, -ӄын      |
| Местно-личный                          | -нан                   | -нан                           | -нан         | -нан            |
| Исходный неодушевлённый                | * -ӷэндо, -ӄэндо, -ндо | -ӷындо, -ӷынды, -ӄындо, -ӄынды | -ганнэ       | -ӷынны, -ӄынны  |
| Исходный одушевлённый                  | * -ндо                 | -нандо, -нандыкто, -нандыкти̇   | *-ннэ        | -нанны, нанны   |
| Исходно-продольный                     | -эутэ, -утэ            | -                              | -наун        | -               |
| Продольный                             | * -мэт                 | -мыт, -лыт, -выт, -утты        | -мэн, -ун    | -мын, -вын      |
| Орудийно-совместный                    | -ӽе, -хе               | -зэ, -сэ                       | -сэ, -зэ     | -се, -нсе       |
| Орудийный                              | * -н                   | * -н                           | -н           | -н              |
| Совместный                             | опти̇                   | опти̇                           | опсэ         | оптэ            |
| Лишительный                            | -галк, -калк           | -галк, -калк                   | калт         | -га́лык, -ка́лык  |
| Назначительно-превратительный          | -тӄо                   | -тӄо, -ӈӷо                     | -нго (-ӈго)  | -ӈго, -го       |
| Превратительный                        | * -ле                  | -вле                           | -улэ         | -ле, -вле, -ӷле |
| Частичный (партитив)                   |                        |                                | -й           |                 |

*устаревшие и редкие формы
Существуют лично-притяжательные парадигмы склонения, но в разных диалектах их сохранность различна.

#### Имя прилагательное
Производные прилагательные образуются с помощью суффиксов -л, -ль в чумэлкупских диалектах; -ый, -и, -ль в шёшкупском диалект; -и в тюйкумских и сюссыкумских диалектах. В среднекетском диалекте (сюссыкум) также встречается показатель -л. В качестве особых классов производных прилагательных выделяются местные прилагательные, прилагательные обладания и необладания (комитативные и каритивные). В некоторых диалектах развиты либо были развиты в прошлом степени сравнения прилагательных.

#### Глагол
Сравнение парадигмы спряжения в настоящем времени индикатива.
|                              | нарымский  | шёшкупский  | верхнеобской | среднекетский   |
| ---------------------------- | ---------- | ----------- | ------------ | --------------- |
| 1 л., ед.ч. «я», субъектное  | -ак        | -ак, -аӈ    | -аӈ          | -аӈ             |
| 1 л., ед.ч. «я», объектное   | -ам        | -ап, -ам    | -ау          | -ам, -ав        |
| 2 л., ед.ч. «ты», субъектное | -анд       | -анд        | -ад          | -анды           |
| 2 л., ед.ч. «ты», объектное  | -ал        | -ал         | -ал          | -ал             |
| 3 л., ед.ч. «он», субъектное | -а         | -а, -ы      | -ӈ           | -ан, -а, -ӈ, -0 |
| 3 л., ед.ч. «он», объектное  | -ат        | -ат         | -т           | -ат, -ыт        |
| 1 л., дв.ч. «мы двое»        | -ай        | -ай         | -ай          | -о              |
| 2 л., дв.ч. «вы двое»        | -али       | -али        |              | -али            |
| 3 л., дв.ч. «они двое»       | -аӷ        | -аӷи̇        |              | -ати, -ади      |
| 1 л., мн.ч. «мы»             | -аут       | -аут, -авыт | -оутэ        | -от             |
| 2 л., мн.ч. «вы»             | -алт       | -алт, -алыт | -алэтт       | -алыт           |
| 3 л., мн.ч. «они»            | -адэт, -ат | -ат, -адыт  | -ат          | -атты           |

Во всех южноселькупских диалектах выделяются следующие наклонения: изъявительное (индикатив), повелительное (императив), желательное (оптатив), условное/сослагательное (кондиционалис), нарративное (латентив). В некоторых диалектах существуют отдельные условное и сослагательное наклонения, выделяется побудительное наклонение (адхортатив).

#### Наречие
Выражается суффиксом -к в чумэлкупских диалектах, суффиксом -ӈ в тюйкумских и сюссыкумских, в шёшкупском диалекте возможны оба варианта.

#### Местоимение
|                          | нарымский | шёшкупский | верхнеобской | среднекетский |
| ------------------------ | --------- | ---------- | ------------ | ------------- |
| 1 л., ед.ч. «я»          | мат       | мат        | ман          | ман           |
| 2 л., ед.ч. «ты»         | тат       | тат        | тан          | тан           |
| 3 л., ед.ч. «он/она/оно» | таб, на   | таб, на    | тэб, на      | теп, наввы    |
| 1 л., мн.ч. «мы»         | ми        | мӣ         | мээ          | ме̄            |
| 2 л., мн.ч. «вы»         | ти̇        | ти̇̄         | тээ          | те̄            |
| 3 л., дв.ч. «они двое»   | табья́     | табыштыя́   |              | тепки         |
| 3 л., мн.ч. «они»        | табла́     | табла́      | тэбла        | тебла         |

Местоимение на (наввы) употребляется для неодушевлённых предметов.

#### Числительное
|      | нарымский                      | шёшкупский                | верхнеобской                      | чаинский          | среднекетский                    |
| ---- | ------------------------------ | ------------------------- | --------------------------------- | ----------------- | -------------------------------- |
| 1    | о́ӄӄэр «один»                   | о́ккыр                     | оккэр                             | о́кыр              | оккыр, оккы                      |
| 2    | шэд                            | шэд                       | сэдааг                            | сыдъя́г            | шитты                            |
| 3    | на́гур                          | на̄гур                     | нэар                              | на́гур             | на̄гур, на̄р                       |
| 4    | тэт                            | тэ̄т                       | тиэтт                             | тэт               | те̄тты                            |
| 5    | хомбла́                         | сомбла́                    | собблаг                           | со́мблак           | сомбыле, сомбылеӈӷы              |
| 6    | му́ктэт, му́хтэт, му́фтэт         | му́ктэт                    | мукт                              | му́гтык            | муктут                           |
| 7    | хельҗь                         | се̄льдь                    | сиэлдь                            | се́льҗь            | се̄лд́у                            |
| 8    | шэд-ча́ӈгвет                    | шэдтя́ткет, шэдтя́тгвэт     | сэддед                            | сыдча́дгэт         | шиттыт́а̄дыгыт                     |
| 9    | о́ӄӄэр-ча́ӈгвет                  | о́ккыртя́ткет, о́ккыртя́тгвэт | оккэрдед                          | о́кырча́дгэт        | оккырт́а̄дыгыт                     |
| 10   | кӧт                            | кӧ̄т                       | кiод                              | кӧт               | кӧ̄т                              |
| 11   | о́ӄӄэр-гойгве́т                  | оккыргвэ́йет               | оккургойет                        | о́кырго́ет          | оккыргвэйгӧ̄т                     |
| 12   | шэ́дэ-гойгве́т                   | шэдгвэ́йет                 | сэдгойет                          | сыдыго́ет          | шиттыгвэйгӧ̄т                     |
| 13   | на́гур-гойгве́т                  | на̄гургвэ́йет               | нэаргойет                         | на́гурго́ет         | на̄ргвэйгӧ̄т                       |
| 14   | тэ́тэ-гойгве́т                   | тэтгвэ́йет                 | тиэттгойет                        | тэ́тго́ет           | те̄ттыгвэйгӧ̄т                     |
| 15   | хомбла́-гойгве́т                 | сомблагвэ́йет              | собблагойет                       | со́мблаго́ет        | сомблегвэйгӧ̄т                    |
| 16   | му́хтэт-гойгве́т                 | му́ктэтгвэ́йет              | муктэгойет                        | му́гтыго́ет         | муктугвэйгӧ̄т                     |
| 17   | хельҗь-гойгве́т                 | се̄льдьгвэ́йет              | сиэлдегойет                       | се́льҗьго́ет        | се̄л́дугвэйгӧ̄т                     |
| 18   | шэд-ча́ӈгвет-гойгве́т            | шэдтя́тгвэтгвэ́йет          | сэддедгойет                       | сыдчеса́рым        | шиттыт́ассисса̄рым                 |
| 19   | о́ӄӄэр-ча́ӈгвет-гойгве́т          | о́ккыртя́тгвэтгвэ́йет        | оккэргойет                        | о́кырчеса́рым       | оккырт́ассиса̄рым                  |
| 20   | шэда́ро, шэд кӧт                | шэдса́ру, шэд кӧт          | сэссаар                           | сыдса́рым          | сисса̄рым                         |
| 21   | о́ӄӄэр-гой-шэда́ро, шэда́ро о́ӄӄэр | шэдса́ру о́ккыр             | сэссаар оккэр, оккэр куай сэссаар | о́кыргвассыдса́рым  | оккыргвэйсисса̄рым                |
| 22   | шэ́дэ-гой-шэда́ро                | шэдса́ру шэд               | сэссаар сэдааг                    | сы́дыгвассыса́рым   | шиттыгвэйсисса̄рым                |
| 23   | на́гур-гой-шэда́ро               | шэдса́ру на̄гур             | сэссаар нэар                      | на́гургвассыса́рым  | на̄ргвэйсисса̄рым                  |
| 24   | тэ́тэ-гой-шэда́ро                | шэдса́ру тэ̄т               | сэссаар тиэтт                     | тэ́тгвассыса́рым    | те̄ттыгвэйсисса̄рым                |
| 25   | хомбла́-гой-шэда́ро              | шэдса́ру сомбла́            | сэссаар собблаг                   | со́мблагвассыда́рым | сомблегвэйсисса̄рым               |
| 26   | му́хтэт-гой-шэда́ро              | шэдса́ру му́ктэт            | сэссаар мукт                      | му́гтыгвассыса́рым  | муктугвэйсисса̄рым                |
| 27   | хельҗь-гой-шэда́ро              | шэдса́ру се̄льдь            | сэссаар сиэлдь                    | се́льҗьгвассыса́рым | се̄л́дугвэйсисса̄рым                |
| 28   | шэд-ча́ӈгвет-гой-шэда́ро         | шэдса́ру шэдтя́ткет         | сэссаар сэддед                    | сы́дыча́нагса́рым    | шиттыт́анна̄рса̄рым                 |
| 29   | о́ӄӄэр-ча́ӈгвет-гой-шэда́ро       | шэдса́ру о́ккыртя́ткет       | сэссаар оккэрдед                  | о́кырча́нагса́рым    | оккырт́анна̄рса̄рым                 |
| 30   | нага́ро                         | нагурса̄ру, на̄гур кӧт      | нэарсаар                          | нагса́рым          | на̄рса̄рым                         |
| 40   | тэфа́ро, тэха́ро                 | тэ́ттыса̄ру, тэт кӧт        | тэссаар                           | тэса́рым           | те̄сса̄рым                         |
| 50   | хомбла́ро                       | сомбласа̄ру, сомбла́ кӧт    | соббсаар                          | со́мбласа́рым       | сомбылеса̄рым                     |
| 60   | муха́ро, муфа́ро                 | му́ктэтса̄ру, му́ктэт кӧт    | муксаар                           | мугса́рым          | мукса̄рым                         |
| 70   | хельҗя́ро                       | се̄льдьса̄ру, се̄льдь кӧт    | сэссаар                           | сейса́рым          | се̄за̄рым                          |
| 80   | шэд-ча́ӈгвет кӧт                | шэдтя́рыт кӧт              | сэддеултон                        | сыса́рмолчалто́н    | шиттыса̄рт́а̄лдо̄н, шиттыт́а̄ткӧ̄тса̄рым |
| 90   | о́ӄӄэр-ча́ӈгвет кӧт              | оккыртя́рыт кӧт            | оккэрдеултон                      | о́кырса́рмолчалто́н  | оккырса̄рт́а̄лдо̄н, оккырт́а̄ткӧ̄тса̄рым |
| 100  | тот                            | то̄н                       | тон                               | тон               | то̄н                              |
| 1000 | тонкӧ́т, кӧнто́т, тоткӧ́т         | кӧттон                    | кiоттон                           | кӧт тон           | кӧ̄тто̄н                           |

#### Послелог
Послелоги в южноселькупском языке делятся на классы несерийных (имеющих только одну форму) и серийных (принимающих окончания пространственных падежей: дательно-направительного, местно-временного, исходного, продольного, исходно-продольного). Примеры (нарымский диалект):
таре́ «как, наподобие, по-» (несерийный послелог): нева́т таре́ пахтэрна́ «как заяц (по-заячьи) прыгает»;
пар «верх, поверхность» (основа серийного послелога): па́ронд «на что-то», па́роӷэт «на чём-то» па́роутэ «с чего-то, по чему-то», па́роӷэндо «с чего-то».

## История изучения
Наиболее ранним сохранившимся на сегодняшний день письменным памятником по южноселькупскому языку является текст молитвы «Отче наш», записанный голландцем Николаем Корнелием Витзеном в 60-х гг. XVII в. Текст молитвы на южноселькупском языке опубликован в самодийском словаре Кая Доннера. Детальный анализ этого текста был составлен X. Катцем. В 1675 г. глава русского посольства в Китай Николай Гаврилович (Милеску) Спафарий отметил собственное название нарымских и кетских остяков в виде чугулы. На данный момент это свидетельство Спафария является, по всей видимости, первым исторически известным случаем фиксации реально бытовавшего самоназвания части селькупского населения.
В 20-х гг. XVIII в. во время первой экспедиции в Сибирь, начавшейся в 1719 г. по поручению Петра I, были собраны коллекции Д.Г. Мессершмидта (в том числе и по селькупам). Южноселькупские материалы могли быть собраны между серединой (или концом) 1724 г. и серединой (или концом) 1725 г., когда Д.Г. Мессершмидт проследовал из Иркутска в Енисейск, Маковский острог, вниз по Оби через Нарым, Сургут, Самаров-Ям и далее в Тобольск. Частично рукописи Д.Г. Мессершмидта были опубликованы только в 60-х — 70-х гг. XX в. К сожалению, задолго до этого большая часть коллекций и сборов сгорела при пожаре в Кунсткамере в 1747 г.; до пожара значительная их часть погибла во время кораблекрушения в Балтийском море близ Пиллау в 1729 г. Этими явлениями обусловлено то, что материалы по южноселькупскому языку, собранные во время экспедиции Мессершмидта, были введены в научный оборот лишь Ф.И. Таббертом фон Страленбергом.
В 30-х гг. XVIII в. появились материалы Герхарда Фридриха Миллера — участника Великой Сибирской «академической» — Второй Камчатской — экспедиции. В рамках экспедиции Г.Ф. Миллер собирал материал в том числе и по южноселькупскому языку, представив его тымский, нарымский, кетский и верхнеобской диалекты. Материалы Г.Ф. Миллера также являются первыми объёмными и точными данными по языкам всех остяков (селькупов, хантов, кетов), их быту, культуре, хозяйственному укладу. Именно Г.Ф. Миллер обосновал языковое различие трёх остяцких народов; ему принадлежит заслуга в становлении этнографии как науки. Целью своих исследований Г.Ф. Миллер считал установление происхождения народов, уделяя при этом основное внимание их языковой принадлежности. Почти также как и в случае с Д.Г. Мессершмидтом, данные по языкам сибирских народов, собранные Г.Ф. Миллером, использовались другими авторами (П.С. Палласом. Ю. Клапротом, И.Э. Фишером и др.) иногда без вполне определённых отсылок к оригинальному источнику. Богатые этнографические и исторические данные Г.Ф. Миллера (в т.ч. южноселькупская ономастика) были опубликованы им в его «Истории Сибири» (впервые увидела свет в 1750 г.). Подробный обзор сведений Г.Ф. Миллера по этнографии сделан А.Х. Элертом, им же обрабатывались и вводились в научный оборот многие материалы М.А. Кастрена. В 2005 г. Е.А. Хелимский опубликовал этнонимические данные (в том числе и по селькупам) из рукописей Г.Ф. Миллера и других участников экспедиции.
Следующий крупный шаг в изучении языка южных селькупов был сделан в XIX в. Появление серьёзных источников по южноселькупскому языку в этот период обязано Матиасу Александру Кастрену (M. Alexander Castrén). М. Александр Кастрен, находившийся в экспедиции в Сибири с 1845 по 1849 гг., проехал Сургут, Нарым, Молчаново, Томск, Маковское. М.А. Кастрен записал материалы, фиксирующие современные ему диалектные особенности: грамматику, словники и тексты. Именно к записям Кастрена относятся самый древний из известных (сравнительно) крупных южноселькупских текстов — богатырская песня с Оби.
В последней четверти XIX — начале XX вв. появились записи по южноселькупскому языку Н.П. Григоровского, К. Папаи, еп. Макария (Невского) и К. Доннера. В качестве наследия Н.П. Григоровского по чаинским селькупам остались словарные материалы, бытовые тексты, сказки, молитвы и религиозные тексты на южноселькупском и русском языках, значительное количество этнографических сведений. Н.П. Григоровский работал в хозяйстве остяцкого купца, жил среди чаинских и верхнеобских селькупов, выучил язык из непосредственной практики. Имел переписку с представителями интеллектуальной среды города Томска, в частности, с Г.Н. Потаниным. Работы Н.П. Григоровского публиковались при содействии Миссионерского отдела Русской православной церкви и Западно-Сибирского отделения Русского географического общества. В XX в. языковые данные Н.П. Григоровского обрабатывались и издавались Е.А. Хелимским, а также П. Хайду. Именно Николай Петрович Григоровский может считаться основоположником южноселькупского языкового активизма, письменности и филологии.
Венгерский исследователь Карой Папаи посетил Томскую губернию в 1888 г., записал обширный топонимический и фольклорный материал (последний — только с шёшкупского ареала и только на венгерском языке), впоследствии переизданный в различных изданиях томским этнографом Н.А. Тучковой.
В 1900 г. увидела свет книга еп. Макария (Невского) «Беседы об истинном Боге и истинной вере на наречии обских остяков», которая представляет собой текст на шёшкупском диалекте с подстрочным русским переводом. Его языковыми консультантами были двое селькупов из окрестностей с. Колпашева, с Оби и нижней Кети. Еп. Макарий (Невский) имел значительный миссионерский опыт среди алтайцев и на практике изучал тюркские языки южной Сибири. Его книга представляет собой прямой перевод с алтайского языка. Также в 1887 г. Макарий Невский выпустил краткое описание нарымского диалекта для практического применения.
Объемный и богатый материал по южноселькупскому языку был собран финским исследователем К. Доннером. Его экспедиции в Сибирь (1911 — 1913 гг. и 1914 г.) оставили после себя южноселькупский материал с верхней, средней и нижней Оби, Тыма, Кети, Чулыма, Чаи, а также материалы по другим языкам Сибири. Кай (Карл) Рейнхольд Доннер установил существенную дифференциацию в языковом отношении самодийцев Тыма (что, видимо, отразило процесс переселения селькупов из различных мест южноселькупской территории на Тым), зафиксировал богатый словарный состав и значительный объем тюркских заимствований в среднекетском и верхнекетском (натско-пумпокольском) диалектах южноселькупского языка. Подробное описание экспедиций К. Доннера сделано на немецком языке в его книге ‘Bei den Samojeden in Sibirien’ (1926), в английском переводе книга ‘Among the Samoyeds in Siberia’ вышла в 1954 г.
Особо необходимо отметить сообществоориентированную работу Кая Доннера в Нарымском крае, которая получила своё выражение в брошюре «Кай тäнзул гуут чеенджеаад» (Что умные люди говорят), созданной в соавторстве с усть-тымским селькупом Алексеем Кардиевым О́льджигиным, и изданной в Нарыме в 1912 г. Брошюра содержит высказывания религиозно-нравственного характера.
Данные К. Доннера составляют многочисленные словарные, грамматические и текстовые материалы, К. Доннер обладал очень тонким слухом, позволявшим ему фиксировать малейшие различия в произношении звуков. Его записи сделаны в очень подробной фонетической транскрипции. Кроме того, К. Доннер, по всей видимости, первый и практически единственный лингвист, сделавший объемный (хотя и отрывочный, и, очевидно, им же переработанный) пересказ эпоса об Итте. Материалы К. Доннера по самодийским языкам, в большинстве своем изданные после его смерти, обрабатывались и публиковались А. Йоки (по камасинскому и кетскому языкам), П. Саммаллахти (тексты), Ю. Янхуненом (каталог лексики). Особо необходимо отметить очень профессионально выполненный селькупский словарь Я.К. Алатало, составленный по материалам К. Доннера, У.Т. Сирелиуса (посетившего Нарымский край в 1898 и 1899 — 1900 гг.) и собственным материалам собравшего и обработавшего его автора.
В период коренизации в Нарымском крае был создан букварь на нижнекетском диалекте (возможно, смешанном со среднекетским). Автором букваря выступил школьный учитель Пётр Андреевич Афанасьев, который работал в южноселькупских населённых пунктах по реке Кеть, с 1921 г. в юртах Карелиных, затем в Широковых. К 1923 г. букварь уже был создан. Букварь применялся непосредственно в учебном процессе в интернате народов Севера в ю. Широковых среди учеников-селькупов в 1920-е гг. до переноса интерната в Максимкин Яр в начале 1930-х гг. Букварь по конъюнктурным причинам не был издан и в настоящее время утрачен.
В 60-х годах XX вв., благодаря деятельности Андрея Петровича Дульзона, появилась томская школа изучения южноселькупского языка. А.П. Дульзон сформулировал научную проблему: «Происхождение аборигенов Сибири и их языков» и собирал комплексные данные для её решения. А.П. Дульзон организовал большое количество комплексных археологических, этнографических и лингвистических экспедиций в места проживания коренных малочисленных народов Томской области, в том числе, южных селькупов. Результаты экспедиций представлены объемными полевыми материалами, текстовыми сборами, монографиями и другими научными публикациями. Научная и организаторская деятельность А.П. Дульзона, позднее его ученицы Эрики Генриховны Беккер, ещё позднее другой его ученицы Ольги Андреевны Осиповой привели к тому, что в Томске было подготовлено более 20 кандидатских и докторских диссертаций по южноселькупскому языку.
Значительный вклад в исследование самодийских языков и южноселькупского языка внесли работы Евгения Арнольдовича Хелимского. Е.А. Хелимский ввёл в научный оборот значительное число источников по южноселькупскому языку, которые в противном случае были бы потеряны или остались бы неизвестными, в частности, материалы Г.Ф. Миллера и Н.П. Григоровского. Также им были сделаны серьезные исследования в области языковых контактов селькупов и других самодийцев с тюркскими, обско-угорскими, енисейскими, тунгусо-манчжурскими и другими языками.

## Примеры текстов

### Тымский диалект
Ӄута́р тэбе́шку.

Мат тэбе́шку ҷа́жак маҗё́ндэ. Мат тэбе́шку ҷа́жа́к на́гур эре́т. Мат по́рӷэп ше́рьбап, ӄайпи́ и но́бэ. Мат по́нҗэль э́льҗэтнэл пӧв шэре́шпап. Мат чундсэ́ маҗё́ндэ ҷажа́к. Мат ӄа́ылэ пи̇нэ́шпап сомбла́ гуль суга́р, инда́к сыр чош, сэрэ́ньга, таба́к, дробь, по́рох. Мат ҷажа́к у́кур сутка́ӷэнд пе́рваль ӄорэ́нд. Сулҗэ́ чу́ндэ чвысэ́ па́ралҗап. Мат коя́ӽак, тэбе́к вато́ундэ пӱда́лгу. Мат тэбе́к пидо́ундэ по́нэ ҷаҷра́лҗа́п. Пидо́ӷондэ тэбе́к сарбы́т эк. У́кур пидо́ӷондэ на́гыр тэбе́к э́ка. Мат чу́рэм иа́п, ӄаднна́п. Тэбе́к по́нэ ҷа́ра. Мат чача́п. Ме ӄвы́тку́т сомблатот – му́ктэто́т тэбе́к.— Мулина Варвара Тихоновна (Вара́л-пая́), Кананва́нд, 1968.

Как на белку охотиться.

Я белковать еду в тайгу. Я белковать еду на три месяца. Я шубу одеваю, платок и рукавицы. Я кысовые чирки надеваю. Я на лошади в тайгу еду. Я на сани кладу пять кулей сухаря, беру коровье сало, спички, табак, дробь, порох. Я еду одни сутки до первого стана. Я обратно лошадь возвращаю. Я хожу и белку по следу гоняю. Я белку из гнезда наружу выгоняю. К гнезду беличья тропа есть. В одном гнезде три белки бывает. Я посох беру, стучу. Белка наружу выскочила. Я стреляю. Мы добывали по пятьсот – шестьсот белок.— Мулина Варвара Тихоновна, Напас, 1968.

### Васюганский диалект
Ми́нан ма́ткат ӱҷэга́ сто́лика э́я, то́быт ка́вдига. Ми и́лгыт а́мдыӽаут, кужа́ккын авре́шпаут. Чумылӄу́дыннан варг коромҗэ́ ме́ккаут. Тэ́домымдыт коромҗэ́ӷын вара́дыт, кала́д на́и коромҗэ́ӷын вара́дыт. Чи ми́нан э́ӽа, квэ́лып, ва́дем музэрэӽа́дыт. Авырга́ун у́ккыр кала́утэ. Пол хола́п онҗын  ме́ккадыт. Мадё́ӷыт ми хы́рэп чу́дэкай ча́ӷат. Тэве́утэ паҗа́п ме́ккаут. Хыр пӧ́ткук тӱт кӧ́ӷыт. Э́дер оло́м му́лҗэлайӽе, они̇ пи́рэӷи̇ му́лҗэлайӽе. Ташша́, ми ка́йнай аӽа́ э́декук. Ми о́җил лага́ӽе они̇ пи́рэӷи̇ му́лҗэлайӽе, тэ́домып му́лҗэлайӽе. Ма́ткат най паҗа́ӽе му́лҗэкаут оныт пи́ри̇ут.— Ҷо́наел Та́ръял пая́, Ӄорӷытсо́ӄ, 1983.

У нас дома маленький столик был, ножки короткие. Мы внизу сидели, когда ели. У остяков большие лукошки делали. Свои вещи в лукошках держали, чашки тоже в лукошках держали. Котёл у нас был, рыбу, мясо варили. Ели из одной чашки. Деревянные ложки сами делали. В тайге мы снег натаивали в котле. Из бересты куженьки делали. Снег согреется возле костра. Сначала голову помоем, потом сами себя помоем. Холодно, мы никогда не мерзнем (С нами ничего не станет). Мы чагой сами себя помоем, вещи постираем. Дома тоже в куженьке сами себя моем.— Чинина Дарья Николаевна, Каргасок, 1983.

### Нарымский диалект
Кат.

Пая́лҗэга, кана́к ай кы́ска варгэӽа́дэт карамо́ӷэт. Ка́ннэмбэл кат тӧ́мба. Пая́лҗэга ҷэ́нча: «Квэ́лаге маҗӧнд по́тко. Кана́к, квэ́лай шэдэгу́т!» — «Но́блап ай нёйпӧ́влап ме́ка меле́л — кандэ́җьлаге!»  Омби́ тава́ пахтэрна́ нёйпӧ́вэутэ. Пая́лҗэга парква́: «Ора́лҗ!» Кы́ска мя́ргэнна ай кычва́нна. Таб ҷанэмба́ шуҗерна́нд. «Че-е-е! Кычва́тпанд!» — пая́лҗэга лаква́ҷэӽа. «Мат кек кандэ́җӓк!» — чу́рэмба тава́. Пая́лҗэга пи́дэрӽа тава́ликап. «Ны́льҗик! Вес оӄӄэрша́ӈ варгла́й!» — пая́ ҷэ́нҷа.— Тача́ Про́кина, Топӄ, 2020.

Зимой.
Старушка, собака и кошка жили в избушке. Холодная зима пришла. Старушка говорит: «Пойду в лес за дровами. Собака, пойдём вдвоём!» — «Рукавицы и валенки мне дай — замёрзну!» Вдруг мышь выскочила из валенка. Старушка кричит: «Лови!» Кошка замяукала и затряслась от страха. Она взобралась на окно. «Ай-яй-яй! Испугалась!» — засмеялась бабушка. 
«Я сильно замёрзла!» — заплакала мышь. Пожалела бабушка мышку. «Пусть так! Все вместе жить будем!» — сказала бабушка.— Прокина (Макшина) Татьяна Фёдоровна, Томск, 2020.

### Шёшкупский диалект
Андя, пӱалҗигат тят.

Оккыр де̄л ми Ка̄лен опти̇ ӄванна́й мадёнд манды чо́бырым ва̄тку́. Мӣ ва́дандай, но́шалам (кӣдлам) вада́й, таб кӣдыт ти̇̄р и ман най кӣдыт ти̇̄р. Те̄лыт па́сса, ӄо́птоӷонд ме̄дымба. Э̄дэнд ча̄җӭгу кунда́й э̄я. Мӣ кыге̄лай ша́ӄӄыгу на ле́ви ӄо̄реӷын (тёзоӷондо ме̄би ӄо̄ре). Ӄандыби чайм ӧ́дай, ӄо́рет тӣбӭн ӄо́ндугу ӄоҗа́ннай. Ла́рымбыквай. Пет тю́мбыӈ э̄я. Манды чо́быри аре́ӷын петлат тюмб. Ӄай пӱ̄я́лҗига онҗ тяре́ ӭ̄җа, ӄаро́т чан аза́ ӄонда́ннай. Та́пти ӄари́мын но́шалам (кӣдлам) таӄто́лҗай, э́дэнд ӱ̄пэтяй. Э̄дэнд меда́й, ма́мовне кадэ́шпай пӱ̄ тят, пӱ̄алҗига тят: пӱ̄алҗига мӣӷыни̇ ӄондыгу аза́ меут. Та пет пельдём аза́ ӄо́ндсай. Пӱ̄а мӣӷыни̇ ӄондыгу аза́ меут. То тевла́ндсэ ша́лкайчле качева́тпа, то ко́шкат таре́ парква́, ӭ̄җа, ня́урна.— Тобольжина Фиона Фёдоровна, Казранэ́д, 1967.

Сноха, про филина.

Однажды мы с Галей пошли в тайгу бруснику собирать. Вот мы собираем, ноши (кузовы) набрали, она полный кузов, и я тоже кузов полный. Солнце стало садиться. В деревню идти далеко. Мы вздумали ночевать в дощатом стане (из тёса сделанный стан). Холодного чая напились, позади стана спать легли. Боимся. Ночь длинная. В сентябре (месяце брусники) ночи длинные. Филин по-своему кричал, и мы до утра не спали. На следующее утро мы (ношу) кузовы закинули и отправились в деревню. В деревню доехали, маме моей рассказали, про филина, [как] филин нам двоим спать не давал. Эту ночь, всю ночь не спали. Филин нам спать не давал. То зубами щёлкает, то как кошка кричит, голосит, мяукает.— Тобольжина Фиона Фёдоровна, Тогур, 1967.

### Нижнекетский диалект
Ылыкузатты эзыт, эвыт, тыбыӷӱч́ч́е, ил́д́а, н́иба. Эзыт эвыддизэ квэссады. Тыбиӷӱч́ч́е калыз илд́адзэ, нибадзэ. Ил́д́а куссаӈ, тыбиӷӱч́ч́е калыс н́ибаддысэ. Н́ибаддысэ н́айаигуссады. Тыб́иӷӱч́ч́е орумны. Тыбыӷулазэ н́айаигул́е олдыс.— Сутарева Клавдия Куприяновна, Ӱ̄ки А̄ӈӷу (Т́е̄ӷы Мат́т́ы), 1984-1985.

Жили отец, мать, мальчик, старик, бабка. Отец с матерью умерли. Мальчик остался с дедом, с бабкой. Дед умер, мальчик остался с бабкой. С бабкой охотились на белок. Мужчина вырос. С мужчинами белковать стал.— Сутарева Клавдия Куприяновна, Белый Яр, 1984-1985.

### Среднекетский диалект
Кунда́р ме свӓ́ӈыйгот.

Кунда́р таӄӄылгво́т сӯрул́е, нанда́р ме таӄӄылгво́т и свӓ́ӈыйгу. Чэкыркво́т н́а̄йим суха́рыӈл́е, ӣквот тӱ̄лысӓм, кана́м. Тӱ̄квот свӓ́ӈыйей чвӓ́чонды, пат́ӧ́лгвот л́е̄вым, ме̄квот л́еви ма̄дым. Нӓ́ннӓ ме̄квот пой т́ӓ́җим. Пой т́ӓ́җим ме̄квот ӄве̄ӷӓннӓ. Та́ӄӄылгво́т мергы́н ӓ́стымбыди сва́ӈым, т́ӓ́җичыквот. О́ккыр та̄лҗикут т́ӓтҗим, шы́тты ӄай тӓ́тты ӄум на т́ӓтҗим миша́лгут кӯдгон. Т́ӓтчизӓ ӄӓ́ттыл́е ты̄ды́м, свӓ́ӈӷы иннӓ́нны чэчо́л́д́икуӈ. Чэчо́л́димбыди свӓ́ӈым ӣл́л́е́ ме таӄӄылгво́т. Оккыры́ӈ т́ӓтҗичытӓ̄ӷын ман иннӓ́ манҗиӓ́ӈ. Свӓ́ӈги о̄ллы ӄӓ̄ттыт ман са̄йо́в. Ман ӄум ӱ̄ттав. Ора́ннав пӣӈганызӓ та̄дыбыл́е са̄йо́в. Нӣд́адӓк ӄа̄рын́н́аӈ: па̄й, па̄й, па̄й! И чэчо́л́д́аӈ. Т́е̄лымды кор́ча́в. Ку́нды и́ппызаӈ т́ӱ́мбын ба́рӷын. Воссыл́евл́е ай лаӄыза́ӈ. Нил́д́и́ӈ ме а́сты кутчикво́т, та́ӄтыквот, ту́ндыквот свӓӈгым сӓ́санды.— Мад́о̄ Карелин, Кында̄бу, 1963.

Как мы собираем шишки.

Так же, как мы собираемся на охоту, так мы и собираемся за шишками. Сушим хлеб на сухари, берем ружьё и собаку. Приходим в ореховое место, колем доски, делаем дощатую избушку. Потом делаем деревянную колотушку. Деревянную колотушку делаем из берёзы. Мы собираем ветром сбитые шишки, бьём колотушкой. Один таскает колотушку, двое или четверо эту колотушку дёргают веревкой. Когда колотушкой ударяют по кедру, шишка сверху падает. Упавшие вниз шишки мы собираем. Однажды, когда я ударял колотушкой, я посмотрел наверх. Головка шишки попала меня в глаз. Я отпустил верёвку. Я схватился ладонью за правый глаз. Я по-медвежьи закричал: ой, ой, ой! И я упал. Зрение потерял. Долго лежал во мху. Встав, опять работал. Так мы сшибаем, собираем, таскаем шишки в амбар.— Карелин Матвей Семёнович, Усть-Озёрное, 1963.

### Верхнекетский диалект
Ӄа̄ӄи ман н́ӱ́н́ок э́саӈ, ӓ́сапсӓ ман па́л́д́усаӈ ӄва́ллал́л́е. А́ссы вӓ́ркы э́саӈ, ӄо̄чи кӧт пэ̄вы. Ӓ̄сӓм пет́е́ркус, ӄвала́м ӄва́ткысы̀т. Нӓ́нни ме̄ ча̄чисо̄ ма̄тты. Ӄа́йда ӄо̄чи́ер. Эсӓ́м ме́ӈа чара́ӈ: «Ӄуптӓ́нҗаӈ ӄоннӓ́». Нӓ́нни ӄупта́ӈ, ӄванна́ӈ. Ма̄ны ӄа̀л́л́иӷа́ӈ о̄ннӓӈ. Ӄалло̄: «Анду́ ӄарре ы́ккы н́ӧмо́л́д́ӱкут». Ма̄ны ло́римбил́е а̄мтса́ӈ. Ӄо̄ннӓ́н тӓп чаччэ́нны. Ма́ны лоримбисаӈ, ӄаййи́ ӄул́д́иӈ ӓ̄сумби́нт. Ӓсӓ́м тӱ̄ган ӄа̄рре́. Ӄалло̄: «Ма́ны сӯрам ӓса́пчимбаӈ. Ӄвӓлло́ ӄоннӓ́ ма̄ссэ». Ма́ны ӄвӓнна́ӈ тӓпсӓ́. Мӣта́ндаӈ, ло́римбаӈ чи́нниммы̀ тӱ̄гу. Ӓ́ссӓм чара́ӈ: «Пе̄лты́к ма̄сим». Ма́ны ӄо̄с и пе́л́ит, н́ӱн́ӧкаӈ ӄаимда́ н́ӓка́л́бисаӈ.— Мунгалов Павел Фёдорович, Ма̄кос, 1964.

Когда я был маленький, я пошёл с отцом рыбачить. Я был небольшой, наверное, мне было десять лет. Отец добывал рыбу дорожкой. Потом мы поехали домой. [Слышим:] что-то трещит. Отец мне сказал: «Я пристану к берегу». Потом он пристал, ушёл. Я остался один. [Отец мне] сказал: «Лодку в воду не сталкивай». Я сидел и боялся. На берегу он выстрелил. Я боялся, что́ там есть. Отец пришёл к реке. Сказал: «Я зверя добыл. Пойдём со мной на берег». Я пошёл с ним. Пришёл, боялся близко подходить.  Отец сказал: «Помоги мне». Я немного помог, немного что-то затянул.— Мунгалов Павел Фёдорович, Маковское, 1964.

### Чаинский диалект
Золо́тандари пучо́.
Эра́ пая́зэ элысаг ай табья́гын о́кыр кыба́ и́ди. Ни́нгатын пи́рыт се́нгымба о́ромле ҷа́жэн, тела́дымба ча́бтэн ка́тым пи́рыт о́ромле ҷа́жэн. Ны́нто эра́н ид со́гончан э́зендыне: «Ача́, тан куте́т пальдя́нт, тан пучо́н кунда́р ква́ннал?» Эра́ чарын: «Ман та́уртэ па́льдяӈ, та́ургын ква́ҷау». — «Ман та́урту кванве́ӈ бы пучо́н ква́тгу», а эст ча́рын, ас тюде́нчал.

«Ман му́гтык ага́л э́зын, кунда́р та́урт ква́нбат, ай мельч ква́нбат, и тан ас тюде́нчал». Эра́мт о́мтаныт ид, пажа́луста, ы́зым, ӱ́тленд, кай, ы́зым, амнэ́нҷан? Эра́ ча́рын: «Ну, кванк, а пучо́н ква́ҷант, та́ур ти́эре ме́нҷан, пучо́н се́лан ква́ҷи̇ндал, конҗа́л тю́дыр по́ры ме́нҷан, золо́тандари пучо́ э́нҷан, кыба́ пучо́ тамбо́й, тан, матри́, на пучо́н ык кват».— на́гырбан Н. П. Григоро́вский, Кангуй э́ды — Сандӓ хара́, 1873-1874.

Бобёр с золотым мехом.
Старик жил со старухою, и у них один маленький сын. Каждую ночь вырастает с камыш, в день вырастает [так быстро, как будто] роса и иней выпадают. Тут стариков сын спрашивает отца: «Батюшка, ты куда пойдёшь, как ты ловишь бобров?» Старик сказал: «Я хожу на катцы́, катцами убиваю». — «Я пошёл бы смотреть катцы́, бить бобров», а отец говорит, нет, не пойдёшь.

«У меня были твои шесть старших братьев, как пошли смотреть катцы и ушли совсем, и ты не пойдёшь». Сын кланяется старику в ноги, пожалуйста, пусти меня, кто меня съест? Старик сказал: «Ну, ступай, а ты убьёшь бобров, их полные катцы убьёшь, увидишь, как огонь горит, золотой бобёр будет, маленький бобёр нынешний, ты смотри, того бобра не бей».— записал Н. П. Григоровский, Костенькино — Новое, 1873-1874.

### Сондровский диалект
Нынка́ла котин е́ват. Кашку́лҗя тӱ̄ пэнку́ кереге́ӈ. Нынка́ куму́м абле́ та́дӭрӭт. Сыба́ ӄуму́м абле́ та́дӭрӭт. Пӱ куму́м абле́ та́дӭрӭт. Нэвре́ куму́м абле́ та́дӭрӭт. Кашко́лҗя тӱ̄га́лык ӄаимнэ́ ас ме́нҗал. Кашко́лҗя тӱ̄м пэнку́ кереге́ӈ.
От ман тамте́л сунав кедегу́м. Карде́л ну́жно ӄвангу́ ҷобурно̄, ӄаптэ́нно, ня́реконо̄, те́уно. Ня́реко мӱ́зэнпан со̄цькаӈ. А ӄаптэ́ нэй мӱ́зэнпан. Тэ́у нэй мэзле́ ҷа́жэӈ. Ӄвадӭнку́ ке́рьгеӈ.— Пидогина Марина Павловна, Сэньд йэд, 1962.

Комаров много. Надо дымокур разводить. Комар человека кусает. Мошка́ человека кусает. Паут человека кусает. Мокрица (гнус) человека кусает. Без курева ничего не сделаешь. Курево класть надо.
Вот я сегодня сшила набирку. А завтра надо пойти по ягоду, по смородину, по кислицу, по черёмуху. Кислица хорошо поспела. А смородина тоже поспела. Черёмуха тоже поспевает. Брать можно.— Пидогина Марина Павловна, Новосондрово, 1962.

### Тюйкумский (верхнеобской) диалект
Тэлде мiдла йесат. Орсси тэбэ йес — маадар йес. Маадар то йеддэ тiддэнг, куун нан эма изэт. Капте йеди куула таккэссат, мiдзэ iiбат. Маадар оккэр йилзэнг. То куула палдят. Тэб iддэдет — тю тэргебтэбба. Эмам маннббэгу iiдэт. Эма куоджэт — тэбэ маадарлазэ тiуэнг. Карамаун кээдолделэ палдённат. Маадар караманнэ курооссэнг. Куоджэт — iддла кыббат. Маадар куэлдь оораннэт, куулай кееттэт аа каазбба. Куула оккэрсэ тяжат — сиэланг тэссела маадарн моголд тёкорнат. Тэб пэглэнг. Тю нюожденг. Тэдд то азус. Тон койаун тагла ормнат — тэб сэйсаар куула тэдд куатпэт. То куула каагала естат, тю маккаулэ комнарзат. Тэдд тагла, таглахэн тярм кiола орузат.
— Кайдалов Тимофей, Мэндэн йедхэн коузэнг.

Раньше войны были. Был сильный мужик — богатырь. Богатырь в ту деревню пришёл и отобрал жену у мужика себе. Потом те, вся деревня, собираются и идут воевать. Он (богатырь) жил один. Те идут. Слышит он — вроде земля дрожит. Он посылает жену посмотреть. Видит (она) — мужик пришёл с войсками. Обошли землянку цепью. Он выбегает на улицу. Видит — все стрелы насторожились. Схватил (богатырь) таган, побил несколько людей и бежать. Те выстрелили залпом — стрелы все воткнулись ему в спину. Он упал. И земля провалилась. И в этом месте сделалось озеро. Вокруг озера сопки выросли, (потому что) он (богатырь) несколько душ, человек 70, тут погубил. Те люди мертвых сложили и землю в кучу загребли. Тут сопки сделались, на них березы толстые выросли.
— Кайдалов Тимофей, родился в д. Старосондрово.

### Чулымский диалект
Kaačandy kuargá.
Aasem mattjeändä taačan. Suuruie muatkan iilssän
njaajaikus. Suoung koatkusetö neäjam amgo. Apsöt aalbeä mattjeagan suuruie muatkan az iekkusän. Kanang a tyltséä suo iesättä. Ookurung assem suuruldyö muatkannö kondšego kuassän. Karigannö yytöndä tebe kuessän na tjel sombeleä kuai noar saarm kua neäjam koannet tau ärän iendä. Yydy kuendä. Aasem uudaran. Puom patjennet, mieyt, puom yygannet, iiderbä.

Обледеневший медведь.

Мой отец пошел в тайгу. Он жил в охотничьей избушке, белковал. Хорошо добывал, чтобы белок есть. Без еды в тайге, в охотничьей избушке, не бывал. Собака и ружьё у него хорошие были. Однажды мой отец из охотничей избушки пошёл поглядеть [зверей]. С утра до вечера он добыл в этот день больше чем 35 белок, это осенью было. Повечерело. Отец остановился. Дров нарубил, дрова натаскал, приготовил [ужин].— Рассказал Карелин Матвей Семёнович на среднекетском диалекте, перевёл Костюченко Г.Ю.

### Томский диалект
Кünduyut, künduyut. Poon paarom kondirnam, surot tjakku. Tasui nom eng. Mogòlgon tjün ǘnde eng. Kondirnam, vottan köégen surot amdat. Ǘndem ittam. Tinda üde kórnak. Nan amdat.

Едем, едем. По верхам деревьев смотрю, зверя нету. Погода холодная. На спине огненный лук. Вижу, около дороги звери сидят. Беру лук. Сюда иду. Они сидят.— Перевёл Костюченко Г.Ю.